# Hattem
Hattem es una ciudad y un municipio de la provincia de Güeldres al este de los Países Bajos. Cuenta con una superficie de 24,16 km² de los que 1,05 km² están ocupados por el agua, y una población de 12.076 habitantes el 30 de abril de 2017, lo que supone una densidad de 523 h/km². Localizada al norte de la región boscosa de Veluwe, Hattem es una antigua ciudad fortificada de la Liga Hanseática.

## Historia
No está claro exactamente que significa el nombre "Hattem". Hay aproximadamente dos opciones. Hattem sería el "heem" (residencia) de personas que anteriormente pertenecían al tronco del Chattuarii (también Hattuarii o Hatten) o personas del heem cuyo líder se llamaba Hatto. La segunda opción se basa en el hecho de que más de la mitad de los nombres se derivan de un nombre personal. Hattem es mencionado por primera vez en la historia alrededor del año 800. En el códice de Lorsch (la lista de las posesiones de la abadía de Lorsch) se nombra el asentamiento de Hat-Heim donde se encuentran dos granjas que han sido recibidos por la abadía como un regalo.
A pesar de esta mención temprana, no había iglesia o capilla en Hattem en esa época. En 1176 Hattem se convirtió en una parroquia independiente. Sin embargo, la capilla de 17,5 metros de largo y 9,5 metros de ancho no estaba en el sitio del centro actual de Hattem, sino en el Gaedsbergh (Montaña de Dios). Los límites de la parroquia coinciden con los límites posteriores de la jurisdicción de Hattem. Hattem recibió sus derechos de ciudad en 1299 del Conde Reinaldo I de Güeldres y es una ciudad Hanseática y fortificada. En ese momento, se funda una ciudad fortificada en el extremo norte del Veluwe. El plan de la ciudad de Hattem testifica de un papel importante de la iglesia actual. Ya que la torre de toba data del siglo XII, se cree que, además de la iglesia parroquial de la Gaedsbergh, ya una torre de la capilla se encontraba en el actual sitio de la ciudad de Hattem. Con la concesión de los derechos de la ciudad en 1299, el centro eclesiástico también se mueve. La nueva iglesia está dedicada al apóstol Andrés que, por lo tanto, es el santo patrón de Hattem.
En 1401, el duque William donó "de Hoenwaard", donde a los ciudadanos que vivían dentro de las murallas de la ciudad se les permitía pastar su ganado y cocer piedras. En 1404 se construyó el castillo de Santa Lucía. Este edificio se conocería popularmente como "de Dikke Tinne" (la Tinne gorda). Este nombre debe el castillo a las paredes gruesas, que eran las más gruesas de los Países Bajos. En 1778 este castillo fue demolido porque el municipio decidió vender las piedras.

## Galería Hattem

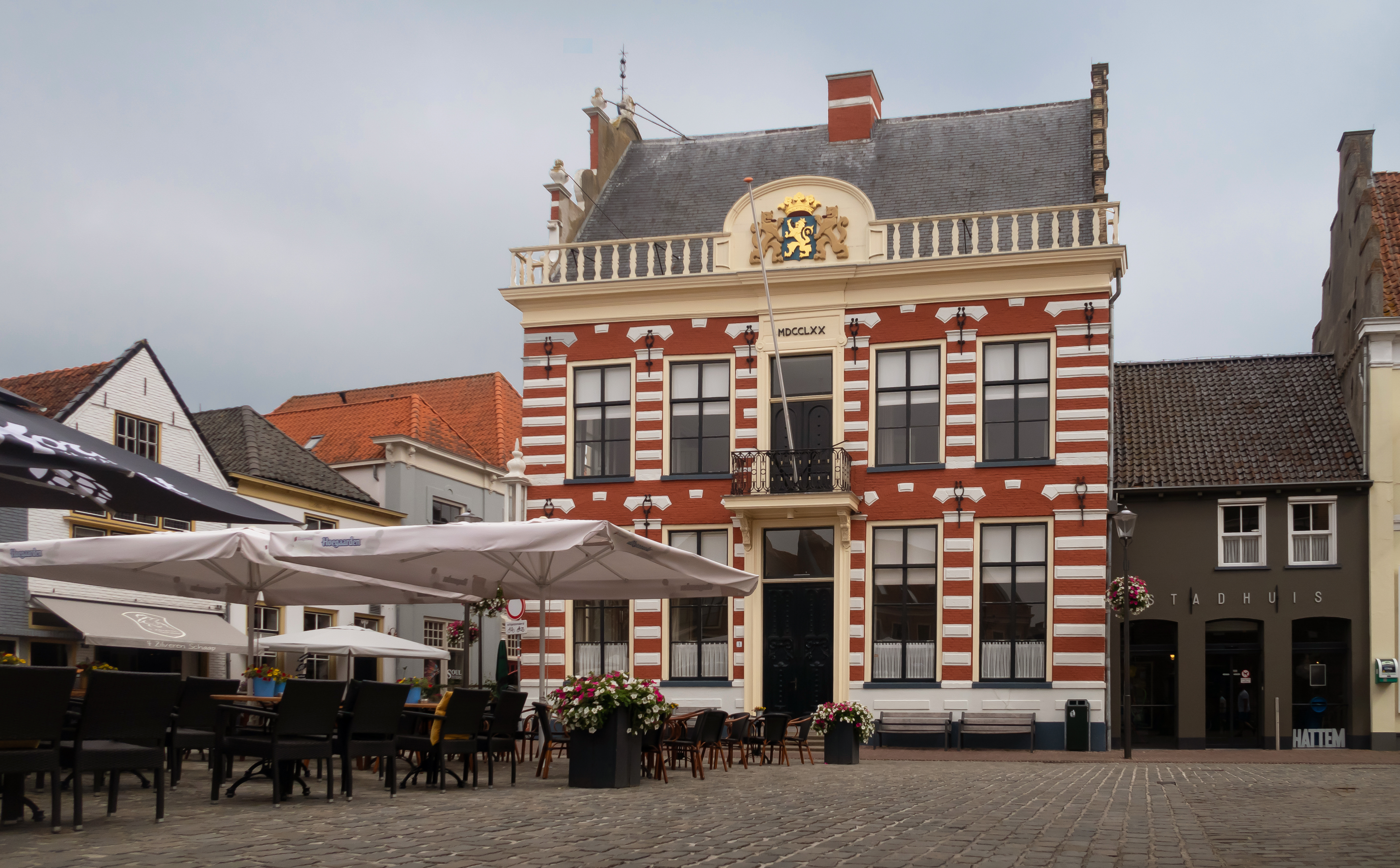
Ayuntamiento
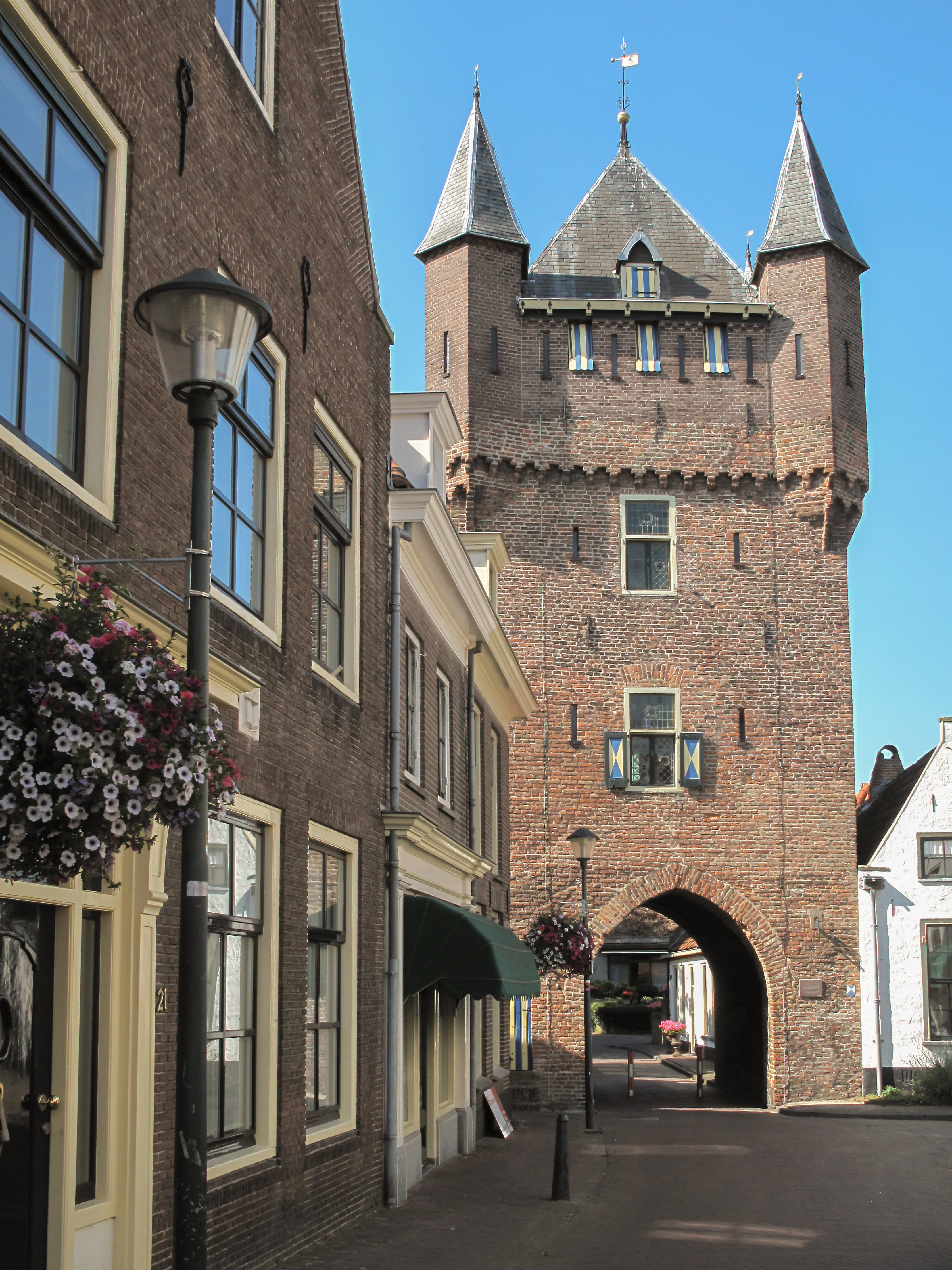
Porte de ciudad: el Dijkpoort
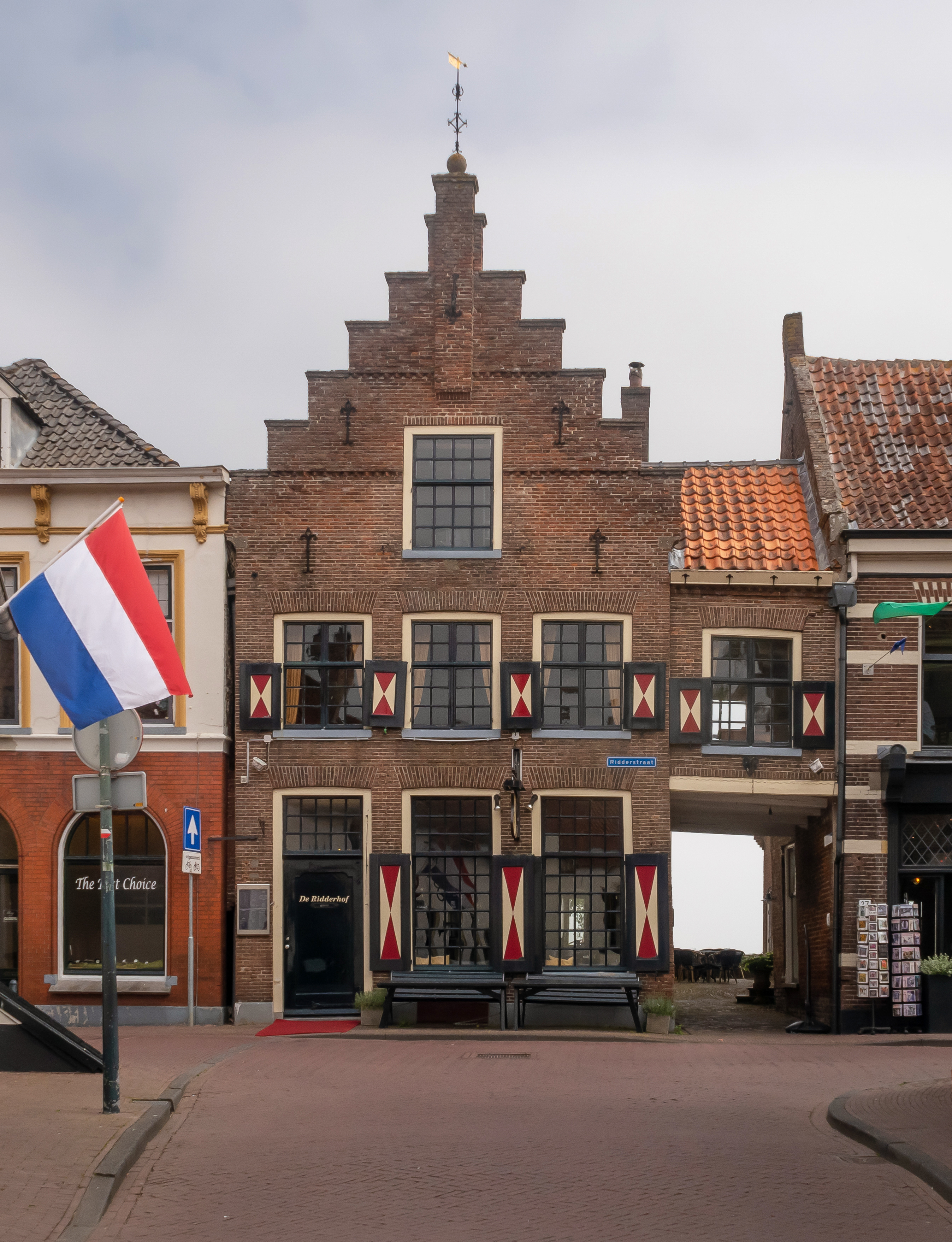
Restaurante en una casa monumental
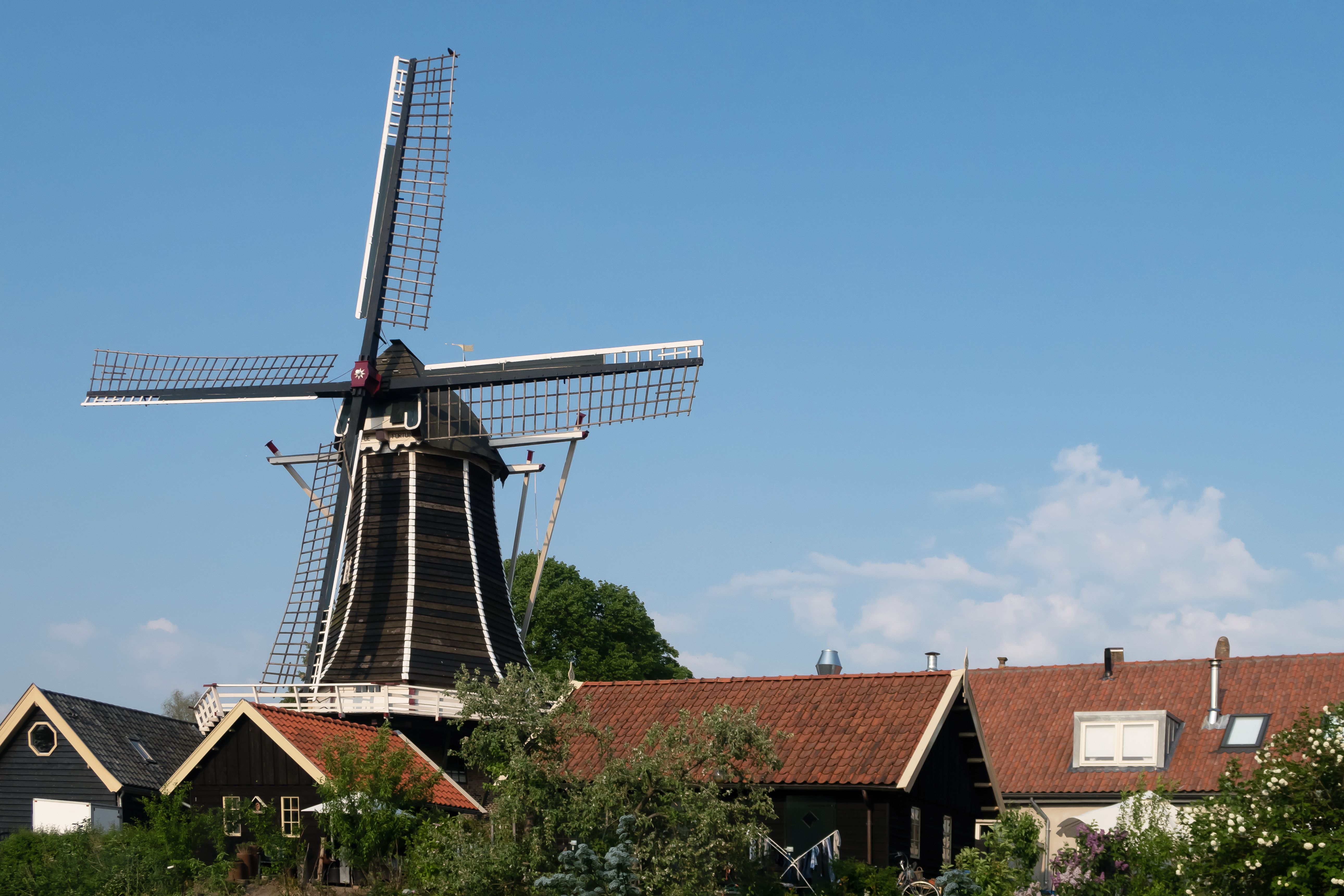
Molino: windkorenmolen de Fortuin
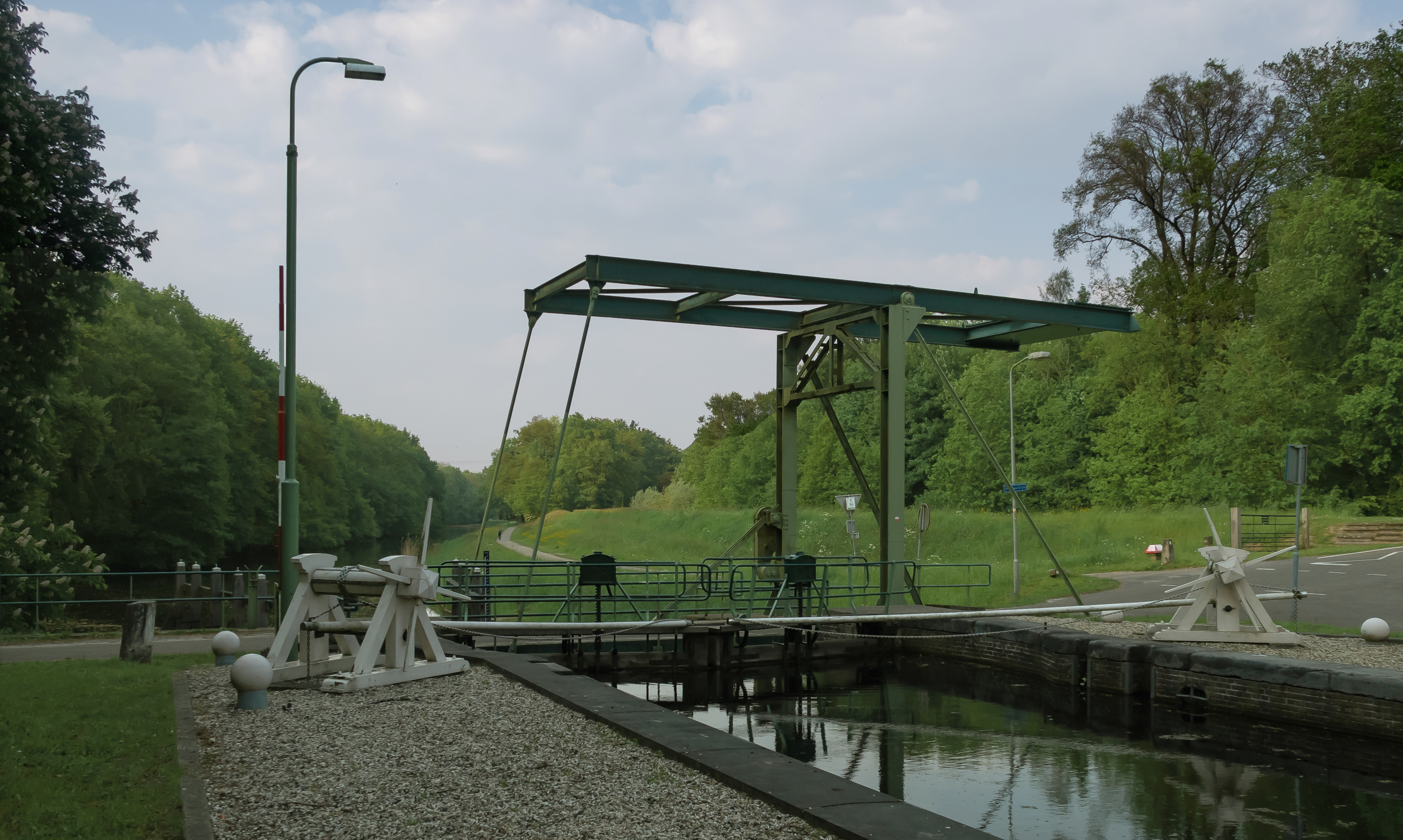
Puente basculante en el Konijnenbergerweg